# Never Walk Alone… A Call to Arms
„Never Walk Alone... A Call to Arms“ е песен от албума United Abominations на американската хевиметъл група Мегадет. Тя е композирана от Дейв Мъстейн и Глен Дроувър. Заснет е също видеоклип към песента. Когато е издаден видеоклипа, на официалната страница на Мегадет е публикуван телефонния номер на Мъстейн, за да могат феновете да коментират видеото.

## Участници
- Дейв Мъстейн – вокали, китара
- Глен Дроувър – китара
- Джеймс ЛоМензо – бас китара
- Шон Дроувър – барабани